# Postplatyptilia triangulocosta
Postplatyptilia triangulocosta là một loài bướm đêm thuộc họ Pterophoridae. Nó được tìm thấy ở Argentina và Peru.
Sải cánh dài khoảng 20 mm. Con trưởng thành bay vào tháng 1 và tháng 8.